# 김영재 (1975년)
김영재(金榮宰, 1975년 10월 5일 ~ )는 대한민국의 배우이고 1999년에 인터넷영화 <I'm ok>로 데뷔하였다.

## 학력
- 중앙대학교 신문방송학과 학사

## 연기 활동

### 드라마
- 2005년 KBS2 월화드라마 《이 죽일 놈의 사랑》 ... 강민구 역
- 2006년 MBC 아침드라마 《이제 사랑은 끝났다》 ... 배신욱 역
- 2006년 KBS1 단막극 《HD TV문학관 - 달의 제단》 ... 상룡 역
- 2006년 MBC 단막극 《MBC 베스트극장 - 상처》 ... 민수 역
- 2007년 KBS2 단막극 《KBS 드라마시티 - 사랑이 우리를 움직이는 방식》 ... 승민 역
- 2007년 KBS2 수목드라마 《마왕》 ... 나석진 역
- 2008년 SBS 금요드라마 《달콤한 나의 도시》 ... 남유준 역
- 2008년 KBS 수목드라마 《귀서》 ... 인종 역
- 2008년 MBC 일일연속극 《사랑해, 울지마》 ... 조태섭 역
- 2009년 SBS 아침연속극 《망설이지마》 ... 최민영 역
- 2010년 SBS 일일드라마 《세 자매》 ... 최영호 역
- 2011년 KBS2 단막극 《KBS 드라마 스페셜 연작 시리즈 - 특별수사대 MSS》 ... 조용석 역
- 2012년 KBS2 단막극 《KBS 드라마 스페셜 연작 시리즈 - 아모레미오》 ... 서민우 역
- 2012년 KBS2 단막극 《KBS 드라마 스페셜 연작 시리즈 - 보통의 연애》 ... 강목수 역
- 2012년 JTBC 주말연속극 《무자식 상팔자》 ... 김창호 역
- 2013년 KBS2 주말연속극 《최고다 이순신》 ... 한재형 역
- 2013년 tvN・Mnet 뮤직드라마 《몬스타》 ... 변희수 역
- 2013년 KBS2 단막극 《KBS 드라마 스페셜 - 마귀 - 파발, 지옥을 달리다》 ... 김익 역
- 2013년 KBS2 수목드라마 《예쁜 남자》 ... 박문수 역
- 2014년 KBS1 일일연속극 《고양이는 있다》 ... 신세기 역
- 2014년 OCN 일요드라마 《귀신 보는 형사 처용》 ... 의사 역
- 2014년 OCN 일요드라마 《리셋》 ... 정신과 의사 역 (우정출연)
- 2016년 OCN 일요드라마 《뱀파이어 탐정》 ... 김경수 역
- 2016년 MBC 월화드라마 《몬스터》
- 2016년 SBS 일일드라마 《당신은 선물》 ... 공길동 역
- 2016년 tvN 불금불토스페셜 《신데렐라와 네명의 기사》 ... 강회장의 차남 역
- 2016년 KBS2 단막극 《KBS 드라마 스페셜 - 평양까지 이만원》 ... 차준영 역
- 2016년 KBS2 수목드라마 《오 마이 금비》 ... 성당 신부 역
- 2018년 tvN 수목드라마 《마더》 ... 표은철 역
- 2018년 SBS 월화드라마 《서른이지만 열일곱입니다》 ... 김태진 역
- 2018년 MBC 수목드라마 《붉은 달 푸른 해》 ... 김민석 역
- 2019년 JTBC 월화드라마 《바람이 분다》 ... 문경훈 역
- 2019년 OCN 수목드라마 《달리는 조사관》 ... 김원석 역
- 2020년 SBS 금토드라마 《하이에나》... 윤혁재 역
- 2020년 tvN 토일드라마 《비밀의 숲 2》 ... 김사현 역
- 2021년 tvN 수목드라마 《마우스》 ... 고무원 역
- 2021년 tvN 월화드라마 《하이클래스》 ... 이정우 역
- 2021년 JTBC 수목드라마 《공작도시》 ... 정준일 역
- 2022년 TV조선 토일드라마 《마녀는 살아있다》 ... 남무영 역
- 2022년 JTBC 금토일드라마 《재벌집 막내아들》 ... 진윤기 역
- 2023년 tvN 수목드라마 《스틸러 : 일곱 개의 조선통보》 … 황대명의 아버지 역
- 2023년 MBC 금토드라마 《넘버스 : 빌딩숲의 감시자들》 ... 강현 역
- 2023년 tvN 토일드라마 《마에스트라》 ... 김필 역
- 2023년~2024년 SBS 금토드라마 《마이데몬》... 도도희의 아버지 역
- 2024년 JTBC 토일드라마 《가족X멜로》 ... 오재걸 역

### 영화
- 2001년 《신고》
- 2001년 《나는 날아가고, 너는 마법에 걸려 있으니깐》
- 2002년 《스물넷》 - 웨이터 역
- 2002년 《성냥팔이 소녀의 재림》 - 비련파 역
- 2002년 《해안선》 - 의무병 역
- 2002년 《바람》
- 2002년 《바다 이야기》
- 2003년 《국화꽃 향기》 - 글뿌리 멤버
- 2003년 《싱글즈》 - 선호 역
- 2003년 《나랑 자고 싶다고 말해봐》 - 영재 역
- 2003년 《따로 또 같이》
- 2003년 《질주환상》
- 2003년 《까페라떼 톨사이즈》
- 2004년 《안녕! 유에프오》 - 정훈 역
- 2004년 《후회해도 소용없어》 - 정남 역
- 2004년 《거미숲》 - 의사 1 역
- 2004년 《종이 비행기》 - 조종사 역
- 2005년 《이공》
- 2005년 《사랑니》 - 오정우 역
- 2006년 《고래보호작전》
- 2007년 《밀양》 - 이민기 역
- 2008년 《모던 보이》 - 오가이 역
- 2008년 《연인들》
- 2009년 《바다 쪽으로, 한 뼘 더》 - 선재 역
- 2010년 《채식주의자》 - 길수 역
- 2011년 《링크》 - 구성우 역
- 2011년 《완득이》 - 남민구 역
- 2011년 《특수본》 - 조수한 역
- 2012년 《지난여름, 갑자기》 - 경훈 역
- 2013년 《고령화가족》 - 근배 역
- 2014년 《또 하나의 약속》 - 이실장 역
- 2014년 《우아한 거짓말》 - 만지.천지 아빠 역
- 2014년 《신의 선물》 - 화가 역
- 2014년 《표적》 - 검사 역
- 2014년 《제보자》 - 기자회견 사회자 역
- 2016년 《오빠생각》 - 동구 부 역
- 2017년 《재심》 - 최영재 역
- 2017년 《그래, 가족》 - 민혁 역
- 2017년 《용순》 - 친엄마 옛사랑 역
- 2017년 《침묵》 - 검은슈트 역
- 2017년 《채비》 - 윤 목사 역
- 2018년 《리메인》 - 박세혁 역
- 2019년 《다시, 봄》 - 박 순경 역
- 2019년 《양자물리학》 - 최지훈 역
- 2019년 《얼굴없는 보스》 - 신하진 역
- 2020년 《미스터 주: 사라진 VIP》 - 황보성 실장 역
- 2020년 《저 산 너머》 - 김대건신부 역
- 2020년 《결백》 - 박 원장 역
- 2020년 《리메인》 - 박세혁 역
- 2022년 《말임씨를 부탁해》 - 말임 담당의(정형외과) 역 (우정출연)
- 2023년 《3일의 휴가》 - 민욱 역 (특별출연)

## 광고
- 2004년 SK텔레콤 스피드010
- 2004년 롯데제과 후라보노 XP

## 수상 및 후보
| 연도 | 시상식       | 부문                    | 작품   | 결과 |
| ---- | ------------ | ----------------------- | ------ | ---- |
| 2010 | SBS 연기대상 | 연속극 부문 남자 연기상 | 세자매 | 후보 |